# Ceroplastes elytropappi
Ceroplastes elytropappi är en insektsart som först beskrevs av Charles Kimberlin Brain 1920.  Ceroplastes elytropappi ingår i släktet Ceroplastes och familjen skålsköldlöss. Inga underarter finns listade i Catalogue of Life.